# بیمارستان حضرت ابوالفضل (کاشمر)
بیمارستان حضرت ابوالفضل در زمینی به مساحت ۱۱۵۰۰ متر مربع تحت پوشش دانشگاه علوم پزشکی مشهد ساخته شد. درحال‌حاضر این بیمارستان با ۱۲۸ تخت فعال در حال خدمت رسانی به مردم می‌باشد و از سال ۱۳۸۶ و با افتتاح بخش‌های آی سی یو و سی تی اسکن در این بیمارستان نیاز بسیاری از بیماران مرتفع گردیده نیاز به اعزام بیماران به خارج از شهر وجود ندارد. این بیمارستان دارای بزرگ‌ترین بلوک زنان و زایمان شرق کشور می‌باشد.

## بخش‌ها

### بخش‌های بستری
-اطفال-جراحی زنان و زایمان-بخش نوزادان-ارتوپدی-ارولوژی-جراحی عمومی-چشم-ENT-ICU-تحت نظر-چشم زنان -زنان ۲ (سزارین)-ارتوپدی مردان -ارولوژی مردان -چشم مردان -ENT مردان -ENT زنان -ارتوپدی زنان -ارولوژی زنان -جراحی عمومی مردان -جراحی عمومی زنان

### بخش‌های ستاره دار
اتاق عمل-پست پارتوم-تخت زایمان-لیبر-تختهای بخش اورژانس-مامایی

### بخش‌های کلینیکی
درمانگاه ENT-درمانگاه ارتوپدی -درمانگاه اطفال -درمانگاه جراحی عمومی -درمانگاه چشم -درمانگاه زنان و زایمان -درمانگاه ارولوژی -واحد تزریقات -واحد پانسمان-سرم تراپی -سونداژ

### بخش‌های پاراکلینیک
درمانگاه ENT-درمانگاه ارتوپدی -درمانگاه اطفال -درمانگاه جراحی عمومی -درمانگاه چشم -درمانگاه زنان و زایمان -درمانگاه ارولوژی -واحد تزریقات -واحد پانسمان-سرم تراپی -سونداژ